# Desperados: Wanted Dead or Alive
Desperados - Wanted Dead or Alive je računalniška igra firme Spellbound in izdana pri Infogrames leta 2001.
Igra je realno-časovna strateško-akcijska, saj dogajanje spremljamo iz ptičje perspektive, dogajanje pa je hitro in zahteva dobre reflekse.

## Zgodba
Igra se začne v El Pasu, 1881. V zadnjih mesecih je skrivnostni in zlobni ropar El Diablo oropal veliko vlakov. Želežniška družba Twinnings & Co ponuja 15000 dolarjev tistemu, ki ga ustavi. Lovec na glave John Cooper se odloči, da ga bo ujel, toda kmalu se izkaže, da naloga ni tako lahka, kot se sprva zdi. John osnuje ekipo, ki je sestavljena iz njegovih starih prijateljev Sama, Doca in Kate. Ko ugotovi, da Sanchez ni voditelj racij, ga reši in sprejme tudi njega. Zadnja se skupini pridruži še Mia, ki se maščuje za očetovo smrt.
V presenetljivem preobratu se izkaže, da je Marshal, ki naj bi lovil roparsko bando, pravzaprav El Diablo. Cooperjevo ekipo zapre v zapor v svojem štabu. S pomočjo Mie se uspešno izmuznejo iz svoje celice, nato pa Cooper ustreli Diabla v njegovi pisarni.

## Ekipa

### John Cooper
John Cooper je glavni lik igre in sodeluje v vseh misijah, razen v predstavitvah drugih likov. Je najbolj vsestranski lik in pogosto opravi večino dela, ostali liki pa so mu zgolj v oporo.

#### Orožje
- G - revolver (hitro streljanje, 6 nabojev, kratek domet)
- H - pest (onesposobi nasprotnika ali civilista)
- J - nož (ubije nasprotnika, neslišno)
- K - metanje noža (kratek domet, pogosto ubije, neslišno)
- L - ura (privabi nasprotnike znotraj dometa)

### Samuel Williams
Samuel Williams je temnopolti strokovnjak za razstrelivo in Cooperjev najboljši prijatelj. Zaradi sposobnosti zvezovanja nezavestnih nasprotnikov je pogosto v oporo ostalim likom.

#### Orožje
- G - puška (počasno streljanje, 12 nabojev, velik domet)
- H - palica dinamita (ubije ali onesposobi nasprotnike v bližini, velik domet)
- J - vrv (prepreči nezavestnim nasprotnikom in civilistom, da bi se zbudili)
- K - kača (prestraši konje in ubije nasprotnike, civiliste ter prijatelje)
- L - sod dinamita (razstreli oviro, prižig na daljavo)

### Doc McCoy
Doctor McCoy je zagrenjen veteran Ameriške državljanske vojne. S Cooperjem se poznata že dolgo, vendar bi težko trdili, da sta prijatelja. Doc McCoy je specialist za tiho ubijanje na daljavo.

#### Orožje
- G - dolgoceva pištola (počasno streljanje, 6 nabojev, velik domet)
- H - ostrostrelski naboji (avtomatsko ubije, neomejen domet) / balon za plinske stekleničke (neomejen domet)
- J - plinska steklenička (onesposobi civiliste, nasprotnike in prijatelje v bližini)
- K - obveza (pozdravi ranjenega prijatelja)
- L - strašilo (odvrne pozornost nasprotnikov)

### Kate O'Hara
Kate O'Hara je zapeljivka in strastna kvartopirka. Prav zaradi tega je pogosto v težavah in John Cooper jo pogosto rešuje. Sicer nasprotnika težko ubije, zelo lahko pa ga onesposobi.

#### Orožje
- G - majhna pištola (počasno streljanje, 3 naboji, majhen domet)
- H - srčeva dama (zavede nasprotnika)
- J - podveza (nasprotnik se v Kate zagleda in jo začne zapeljevati)
- K - majhno ogledalo (nasprotnika zaslepi)
- L - brca (onesposobi nasprotnika ali civilista)